# Arius cous
Arius cous es una especie de pez de la familia Ariidae en el orden Siluriformes.

## Distribución geográfica
Se encuentra en el Oriente Medio.